# Cipião, o Africano (filme)
Scipione l'africano (bra/prt: Cipião, o Africano) é um filme italiano de 1937, dos gêneros guerra e ficção histórica, produzido na Itália fascista, dirigido por Carmine Gallone, com música de Ildebrando Pizzetti.
Este filme marcou a estreia de Alberto Sordi no cinema.

## Sinopse
A história política e militar de Cipião é tratada nesse filme produzido pelo filho de Benito Mussolini, com vistas a exaltar o regime fascista[carece de fontes?], então vigente na Itália.

## Elenco principal
- Annibale Ninchi   - Cipião Africano
- Camillo Pilotto   - Aníbal
- Fosco Giachetti   - Massinissa
- Marcello Giorda   - Sífax
- Memo Benassi      - Catão, o Velho
- Lamberto Picasso  - Asdrúbal
- Isa Miranda       - Velia
- Franco Coop       - Mezio
- Alberto Sordi     - soldado